# Inskogen
Inskogen est une localité de Suède dans la commune d'Oxelösund située dans le comté de Södermanland.
Sa population était de 222 habitants en 2019.